# John Edward Campbell

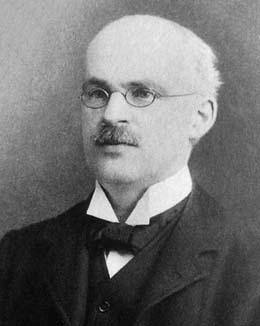
Porträt aus den 1890er-Jahren

John Edward Campbell (* 27. Mai 1862 in Lisburn, Vereinigtes Königreich Großbritannien und Irland, Gebiet des heutigen Nordirland; † 1. Oktober 1924 in Oxfordshire, England) war ein englischer Mathematiker. Sein Name ist mit der Baker-Campbell-Hausdorff-Formel verbunden.

## Leben
Campbell wurde 1862 als Sohn von John Campbell geboren. Sein Studium schloss er 1884 ab. Campbell gewann schließlich ein Stipendium für die University of Oxford und wurde dort 1887 zum Fellow ernannt. Er wurde 1905 Fellow der Royal Society und war von 1918 bis 1920 als Präsident der London Mathematical Society tätig.
Er war mit Sarah Hardman verheiratet, mit ihr hatte er vier Kinder.

## Leistungen
Campbell ist vor allem für seine Beiträge zur Baker-Campbell-Hausdorff-Formel bekannt.
Über ihn wurde berichtet, dass er ein „charmanter und hingebungsvoller Lehrer sowie Befürworter der Frauenbildung“ war.

## Werke
- Introductory Treatise on Lie's Theory of Finite Continuous Transformation Groups. Clarendon Press, Oxford 1903 (englisch, Google Books).
- A course of differential geometry. Clarendon Press, Oxford 1924 (englisch, archive.org).